# أفضل الأعداء

## التاريخ والتنظيم
أفضل الأعداء هو مورد تعليمي تم إنجازه من قبل روس ودارين باركز والذي يناقش مشكلة التنمر الالكتروني في المدارس الأسترالية. ويناقش أيضا مشكلة التنمر الإلكتروني وكيفية التعامل على أن يصبحو نشيطين في إعداد التقارير وإيقافها.
البرامج والخدمات تم استخدام أفضل الأعداء كبرنامج تعليمي مجتمعي يشرح قضية التنمر الإلكتروني من خلال فيلم يرتكز على قضية حقوقية لفتاة عمرها 15 عاماً، والتي خانها أفضل أصدقائها في حملة تنمر تمت عبر الرسائل النصية الفصيرة والرسائل عبر الإنترنت.

## برامج وخدمات
يستهدف البرنامج المدارس والمنظمات الشبابية لمعالجة المشكلات الاجتماعية الخطيرة المتعلقة بالتنمير والسلامة الالكترونية. ويدعم هذا البرنامج المجموعات الشبابية من الوكالات ووزارات التعليم والتدريب. ومختلف الوكالات التابعة كحكومة «نيو ساوث وايلس». تم اعداد دراسة ابرز الاعداء ومصادر امان الإنترنت من قبل المعلمين الأستراليين لوسائل الاعلام، كما تم توزبعة من قبل مركز التعليم .
البرنامج مدعوم من قبل هوتيس ومجلة غيرل فرند ومنتوس كيوب وماي سبايس لخدمات الشباب .

## شراكة مع مؤسسة الفتوة الحرة الأسترالية
وقعت أفضل الاعداء ومؤسسة الحرة الأسترالية في مارس 2013 , اتفاقية شراكة مع رؤية لحماية وتمكين الأطفال والمراهقين الأستراليين ليعيشوا حياة خالية من جميع اشكال التنمر.

## Sources
1. ↑  Browne، Rachel (21 يونيو 2009). "Bully victims urged to tell tales online". Sydney Morning Herald. مؤرشف من الأصل في 2018-11-30. اطلع عليه بتاريخ 2011-02-09.
2. ↑  Youth Action and Policy Association NSW نسخة محفوظة October 10, 2010, على موقع واي باك مشين.
3. ↑  Schetzer، Alana (16 مارس 2013). "Bill to stop workplace bullies". Sydney Morning Herald. مؤرشف من الأصل في 2018-05-06. اطلع عليه بتاريخ 2013-03-16.